# Serbia na Mistrzostwach Świata w Lekkoatletyce 2015
Serbia na Mistrzostwach Świata w Lekkoatletyce 2015 – reprezentacja Serbii podczas czempionatu w Pekinie liczyła 5 zawodników. Jedyny medal dla tego kraju zdobyła Ivana Španović – brązowy w skoku w dal.

## Występy reprezentantów Serbii

### Mężczyźni

#### Konkurencje biegowe
| Konkurencja                | Zawodnik     | Runda 1  | Runda 1 | Półfinał | Półfinał | Finał    | Finał   |
| Konkurencja                | Zawodnik     | Rezultat | Pozycja | Rezultat | Pozycja  | Rezultat | Pozycja |
| -------------------------- | ------------ | -------- | ------- | -------- | -------- | -------- | ------- |
| Bieg na 110 m przez płotki | Milan Ristić | 13,89    | 32.     | NQ       | NQ       | NQ       | NQ      |

#### Konkurencje techniczne
| Konkurencja    | Zawodnik        | Eliminacje | Eliminacje | Finał    | Finał   |
| Konkurencja    | Zawodnik        | Rezultat   | Pozycja    | Rezultat | Pozycja |
| -------------- | --------------- | ---------- | ---------- | -------- | ------- |
| Pchnięcie kulą | Asmir Kolašinac | 20,37      | 9. q       | 20,71    | 7.      |

### Kobiety

#### Konkurencje biegowe
| Konkurencja    | Zawodnik     | Runda 1  | Runda 1 | Półfinał | Półfinał | Finał    | Finał   |
| Konkurencja    | Zawodnik     | Rezultat | Pozycja | Rezultat | Pozycja  | Rezultat | Pozycja |
| -------------- | ------------ | -------- | ------- | -------- | -------- | -------- | ------- |
| Bieg na 800 m  | Amela Terzić | DNS      | DNS     | DNS      | DNS      | DNS      | DNS     |
| Bieg na 1500 m | Amela Terzić | 4:06,07  | 14. Q   | 4:13,92  | 10.      | NQ       | NQ      |

#### Konkurencje techniczne
| Konkurencja  | Zawodnik          | Eliminacje | Eliminacje | Finał     | Finał   |
| Konkurencja  | Zawodnik          | Rezultat   | Pozycja    | Rezultat  | Pozycja |
| ------------ | ----------------- | ---------- | ---------- | --------- | ------- |
| Skok w dal   | Ivana Španović    | 6,91 (NR)  | 1. Q       | 7,01 (NR) | brąz    |
| Rzut dyskiem | Dragana Tomašević | 58,98      | 20.        | NQ        | NQ      |